# Station Saint-Marcel (Marseille)
Station Saint-Marcel is een spoorwegstation in de Franse gemeente Marseille.